# Aleksandr Kaleri
Aleksandr Iúrievitx "Xaixa" Kaleri (rus: Александр Юрьевич Калери; nascut a Jūrmala, Letònia, 13 de maig de 1956) és un cosmonauta veterà rus d'estades prolongades a l'estació espacial Mir i l'Estació Espacial Internacional (ISS). Kaleri recentment ha estat a l'espai a bord de la ISS servint com a enginyer de vol de les missions de llarga durada Expedició 25/26. És la segona persona que ha passat més temps a l'espai que qualsevol altra persona no nascuda en el que ara és Rússia.